# Kromolin Stary
Stary Kromolin [pronunciación en polaco: /ˈstarɨ krɔˈmɔlʲen/] es un pueblo ubicado en el distrito administrativo de Gmina Szadek, dentro del Condado de Zduńska Wola, Voivodato de Łódź, en Polonia central. Se encuentra aproximadamente a 6 kilómetros al suroeste de Szadek, a 9 kilómetros al noroeste de Zduńska Wola, y a 41 kilómetros al oeste de la capital regional Łódź.
El pueblo tiene una población de 160 habitantes.